# Psamatodes nigristicta
Psamatodes nigristicta là một loài bướm đêm trong họ Geometridae.